# Pririecznoje (obwód królewiecki)
Pririecznoje (ros. Приречное) – osiedle w Rosji, w obwodzie królewieckim, w rejonie czerniachowskim. W 2010 liczyło 35 mieszkańców.